# Hüsamettin Cindoruk
Ahmet Hüsamettin Cindoruk né le 8 juin 1933 à İzmir, Turquie est un avocat et homme politique turc.

## Biographie
Il termine ses études secondaires au lycée de garçons d'Ankara. Diplômé de la faculté de droit d'Université d'Ankara. Il rejoint l'organisation de la jeunesse de Parti démocrate, plus tard il rejoint le parti de la liberté (Hürriyet Partisi). Après le Coup d'État de 1960, il est avocat de 18 anciens députés de DP dont ancien président de la Grande Assemblée nationale de Turquie Refik Koraltan, il est membre de la Parti de la justice et le dernier président de la fédération d'Istanbul de ce parti jusqu'au Coup d'État de 1980. Il cofonde le parti de la Grande Turquie mais le junte militaire met son véto. En 1985, il est élu président du parti de la juste voie jusqu'en 1987 où il laissa sa place le leader historique du centre droit Süleyman Demirel. Il est élu député de Samsun aux élections législatives partielles en 1986 mais battu aux élections législatives en 1987. Il est élu député d'Eskişehir en 1991, Il est le président de l'assemblée entre 1991-1995. Après le mort de Turgut Özal il devient président de la République par intérim. Il est le président fondateur du parti de la Turquie démocrate en 1997 et démissionne de ce poste en 1999 après les élections législatives. Il est élu président du Parti démocrate (DP) au mai 2009 et en octobre 2009 le parti de la mère patrie fusionne avec DP et quitte la présidence de ce parti au janvier 2011.